# Селезениха (Кировская область)

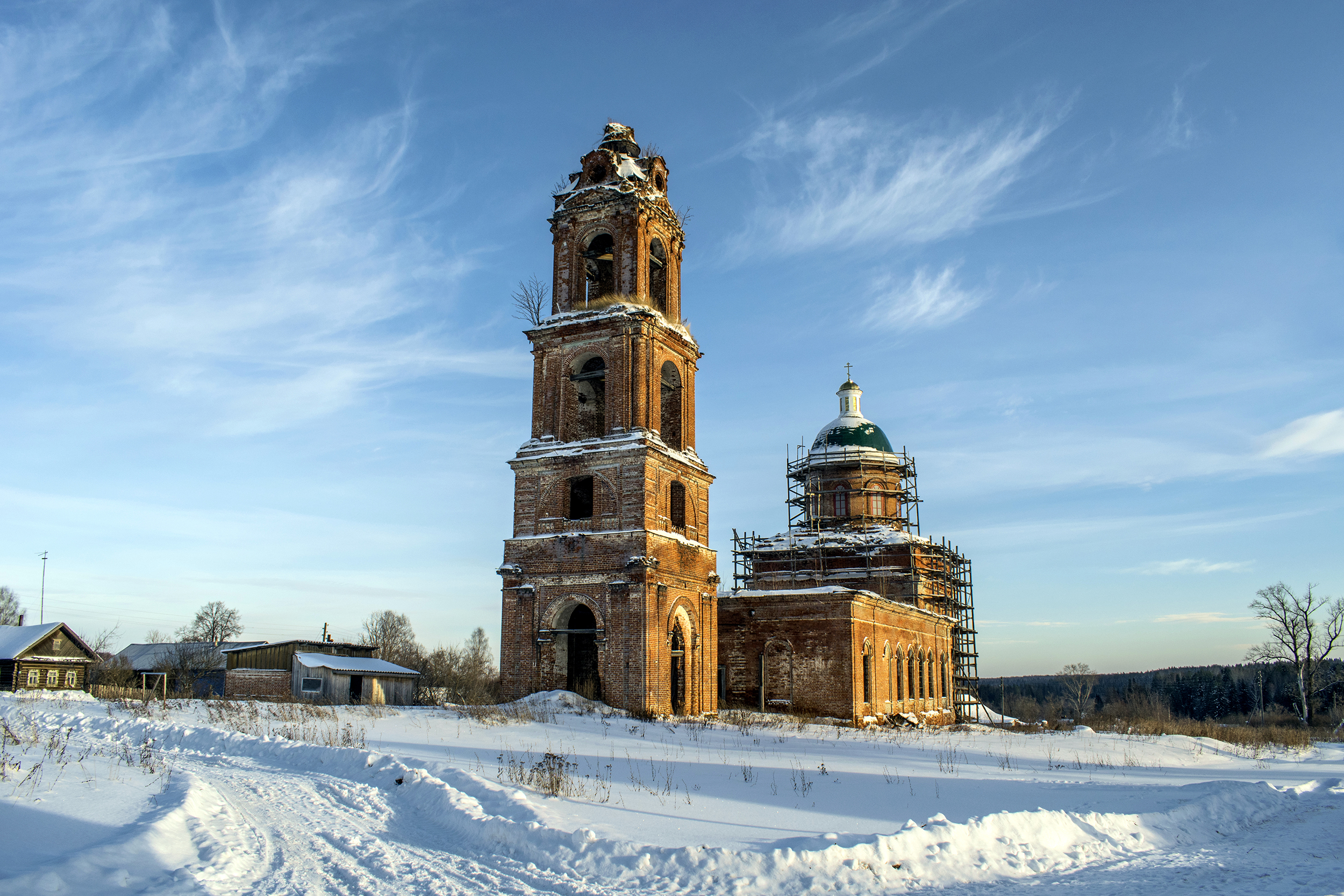
Идут работы по восстановлению церкви

Селезе́ниха — село в Кирово-Чепецком районе Кировской области, административный центр Селезеневского сельского поселения.

## География
Расстояние до центра района (город Кирово-Чепецк) — 62 км. С Кирово-Чепецком село связано пригородным автобусным маршрутом № 209.
Расположено по скату длинной и пологой горы, спускающейся к небольшой реке Средняя Кордяга. Вокруг холмистая местность, покрытая небольшими перелесками. На въезде в село находится пруд, именуемый «Карасевский», у дороги на деревни Злыдни и Кокоры — ещё один пруд.

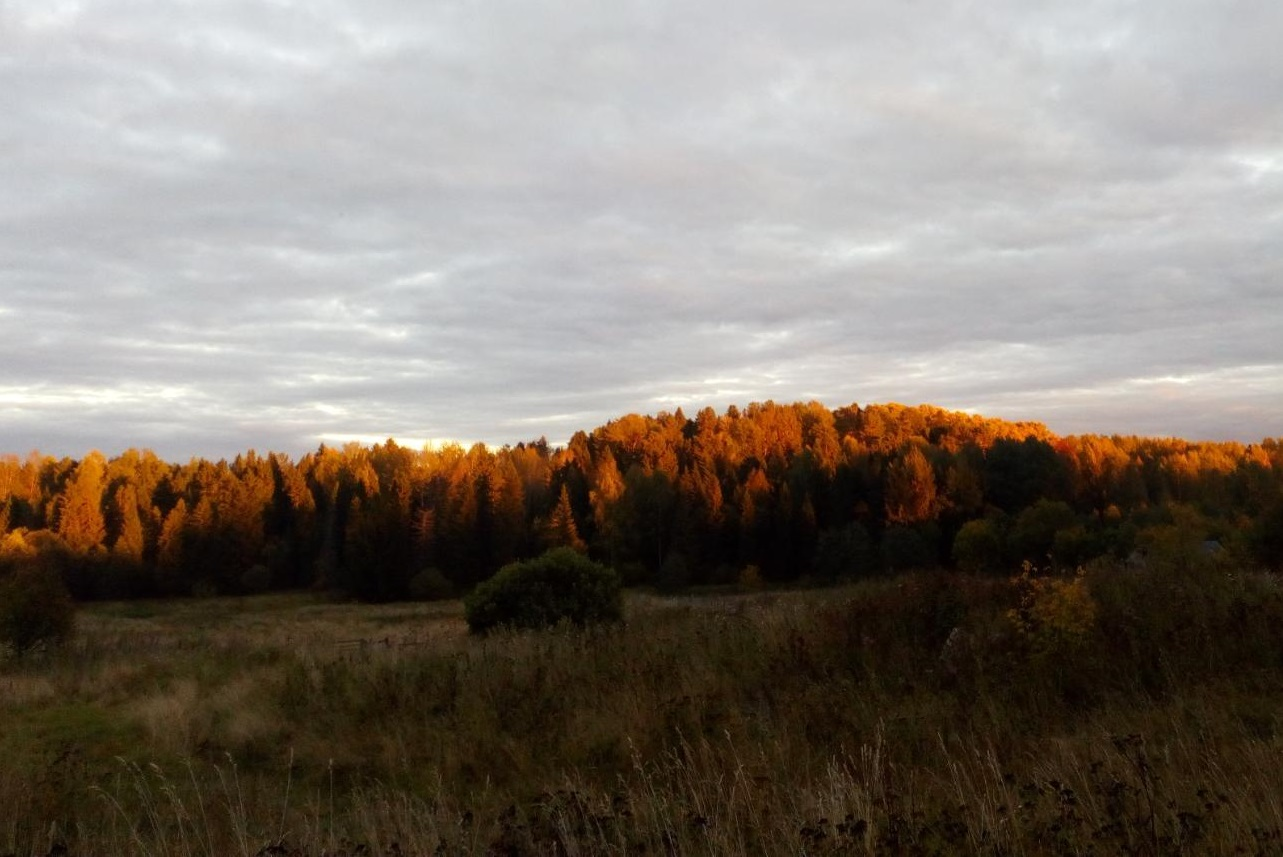
Вид на «Красный Угор». Осень 2017 г.

## История
Основания села относится к 1639 году.

### Селезеневский приход Преображенской церкви
Первая каменная церковь в честь Преображения Господня с приделом во имя равноапостольного царя Константина и матери его Елены была построена по храмозданной грамоте, данной епископом Вафоломеем 19 мая 1767 года.
Тёплый придел был освящён во имя св. Константина и Елены 15 ноября 1772 года. Холодный храм освящен в честь Преображения Господня 10 октября 1776 года. К середине XIX здание обветшало и было перестроено: в 1850 году холодный храм и в 1860 году — тёплый. Появился второй тёплый придел в честь иконы Божией Матери «Всех Скорбящих Радость». Приход состоял из 24 селений. Каменная колокольня была построена в 1842 году.

### В начале XX века
В селе располагалось волостное правление, проживал ветеринарный фельдшер, были открыты церковно-приходская женская школа (в 1893 году) и земское мужское училище (в 1877 году). В 1904 году создано отделение центрального склада сельскохозяйственных орудий. В ноябре 1905 года открыта корзиночная мастерская.

### Село после 1917 года
По данным переписи 1926 года село — центр Селезеневского сельсовета и Селезеневской волости, с числом жителей в 55 человек (22 хозяйств). Летом 1929 года, при образование районов, сельсовет вошёл в состав Зуевского района, а в 1993 году был передан в Кирово-Чепецкий район.
Службы в церкви проходили до 1929 года, когда в селе был образован Коминтерновский совхозрабкооп. Церковь закрыли, в ней оборудовали мехмастерскую. Позднее в здании церкви размещались и склады, и машинно-тракторная станция. В годы Великой Отечественной войны здесь хранились архивы, вывезенные из блокадного Ленинграда.

### Постперестроечный период
В 1980-е годы Кирово-Чепецкий химический комбинат (КЧХК) организовал небольшое подсобное хозяйство в деревне Ветоши (в 5 км от села). 1 июля 1992 года на базе земель совхоза «Зуевский» и хозяйства «Вятка» было образовано новое подсобное хозяйство «Селезеневское», вошедшее в структуру КЧХК как аграрный цех: его продукция направлялась в столовые отдела рабочего снабжения. Развивались мясное скотоводство, производство зерновых и кормовых культур.
Благодаря поддержке химкомбината в селе были построены целые улицы жилых домов, детсад, животноводческий комплекс, ремонтные мастерские, гараж, нефтебаза. В ноябре 1998 года КЧХК и районный комитет сельского хозяйства разработали программу по созданию племенного репродуктора по развитию мясного скота герефордской породы. 

### В XXI веке
В 2000 году ПСХ «Селезеневское» стало филиалом ОАО «КЧХК», в феврале 2003 года на его базе было создано ООО «Селезениха», сохраняющее статус репродуктора герефордской породы.

## Население
| 2010 |
| ---- |
| 473  |

## Инфраструктура
В селе имеются средняя школа, сельский Дом культуры, библиотека.

## Застройка
Улицы села: Берёзовая, Горького, Кирова, Комсомольская, Лесная, Мира, Новая, Первомайская, Северная, Совхозная, Сосновая, Фестивальная; переулок: Комсомольский.

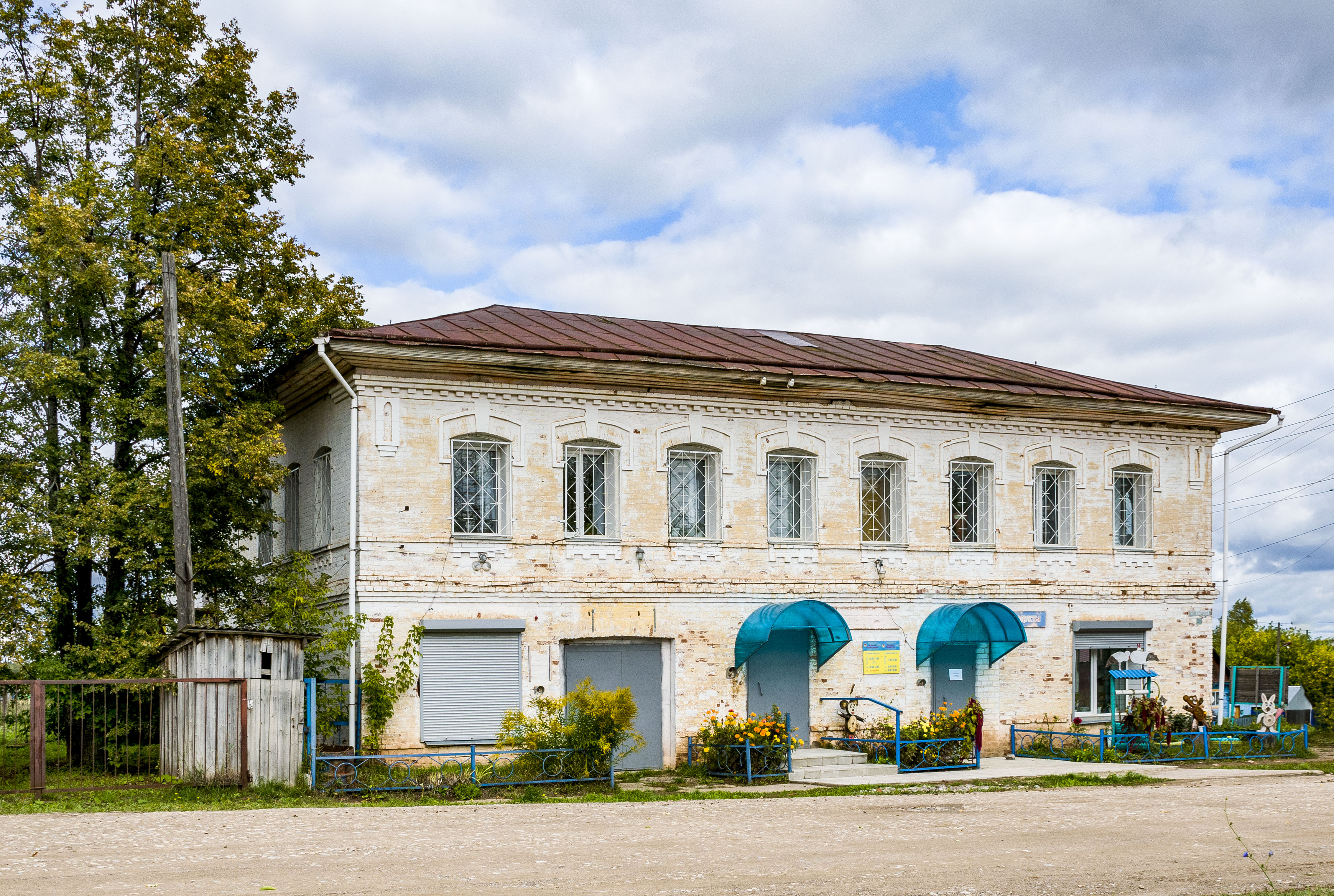
Каменный дом
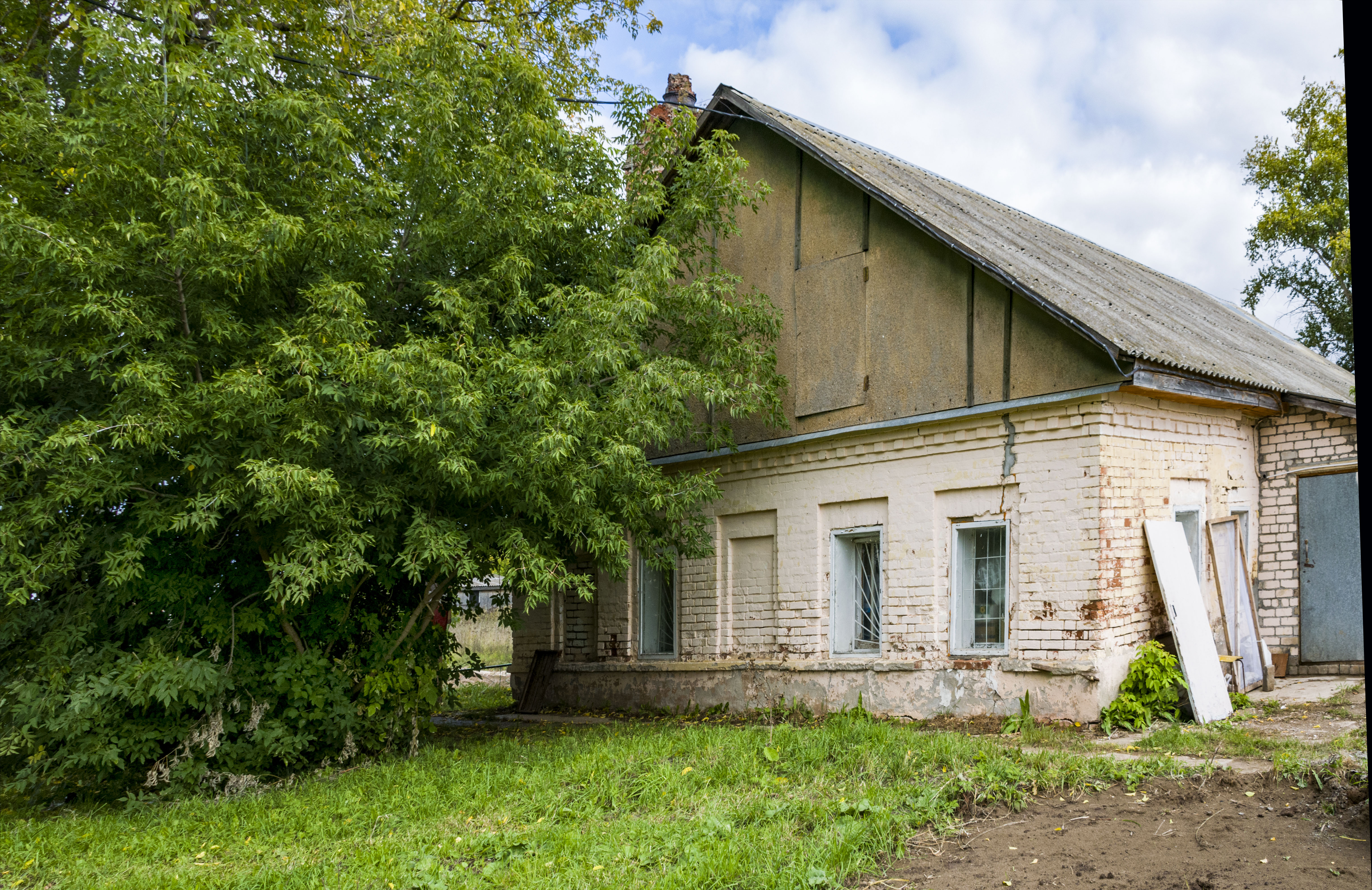
Дом священника